# Museus de Mequinenza

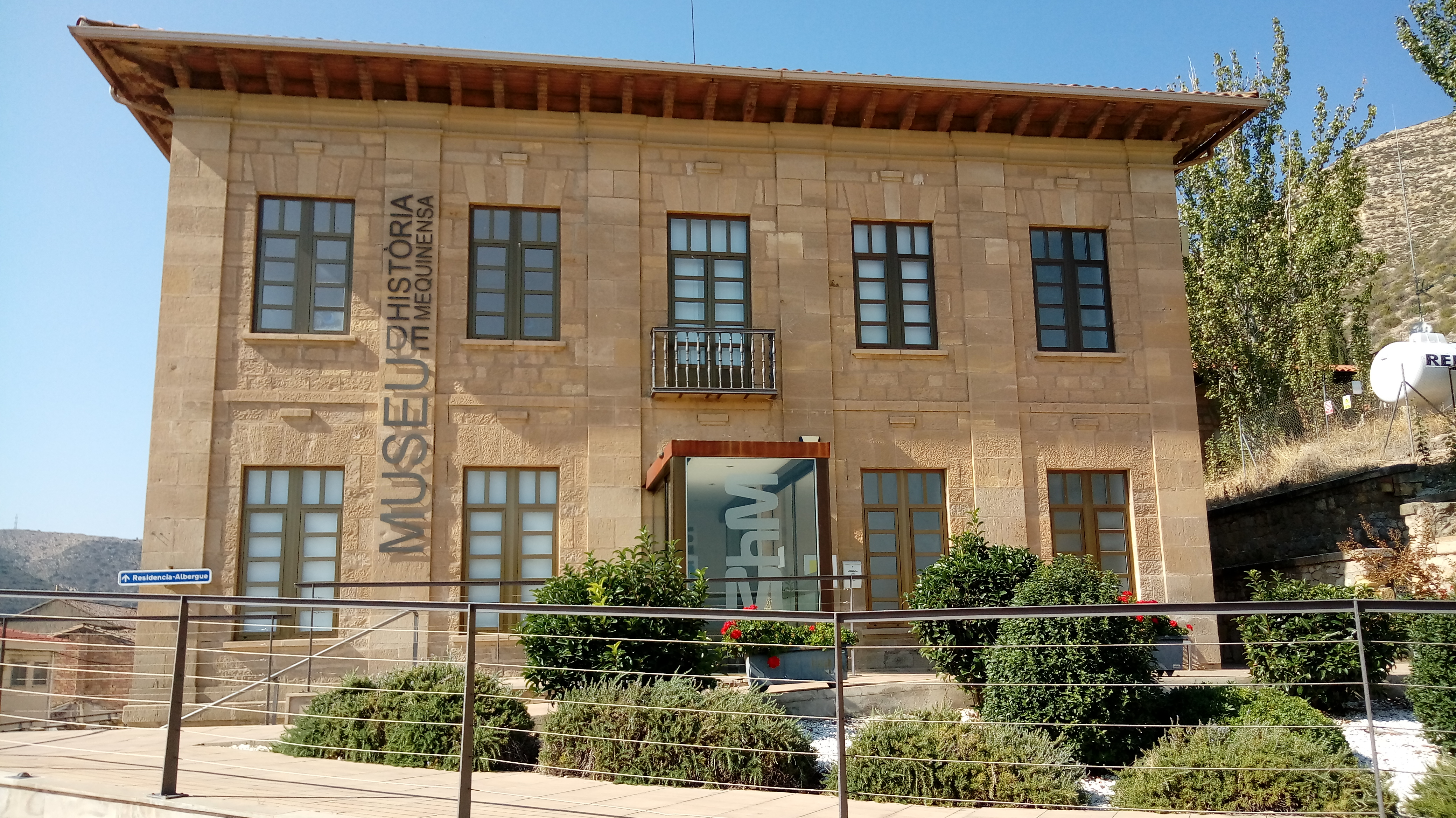
Museus de Mequinenza

Os Museus de Mequinenza são três espaços de museu  em Mequinenza (Aragão, Espanha).
Eles consistem no Museu da Mina, no Museu de História de Mequinenza e no Museu do Passado Pré-histórico. O objetivo é divulgar o património mineiro e histórico da cidade e, em especial, da zona histórica de Mequinenza, que desapareceu sob o rio Ebro após a construção da albufeira de Ribarroja. Está localizado no Grupo Escolar María Quintana construído em 1927.

## Arquitetura
O edifício, que alberga o Museu de História de Mequinenza, tem planta em forma de E com corpo central alongado que se prolonga na fachada frontal com dois avanços laterais e outro central mais saliente. Originalmente tinha duas entradas nas laterais, separando a zona escolar dos meninos no térreo e a zona das meninas no primeiro andar. Atrás, outro pequeno prédio foi construído que abrigava o refeitório da escola e o jardim de infância.
O edifício é feito de pedra quadrada, com um teto abobadado feito de árabe-estilo azulejos e um beiral de madeira destacadas no estilo dos palácios aragoneses renascentistas. Suas janelas são retas, exceto algumas no andar superior, que são encimadas por um arco rebaixado. Pela sua aparência externa, entra em contacto com as correntes regionalistas da arquitectura do primeiro terço do século XX.

## Reconhecimentos
Os Museus de Mequinenza fazem parte da Rede Ibérica de Espaços de Geomining desde 2017, da associação de espaços literários Espais Escrits e desde 2020 da Rede Mundial de Museus da Água da UNESCO .